# Impatiens stocksii
Impatiens stocksii là một loài thực vật có hoa trong họ Bóng nước. Loài này được Hook.f. & Thomson mô tả khoa học đầu tiên năm 1860.